# Lame basale
 (décembre 2016).

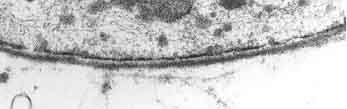
Lame basale observée en microscopie électronique en transmission.

La lame basale est un assemblage de protéines et glycoprotéines extracellulaires sur lequel reposent les cellules épithéliales et aussi les cellules musculaires. Elle permet l'adhérence de la cellule épithéliale au tissu conjonctif sous-jacent et constitue une interface majeure entre les cellules du tissu épithélial et l'intérieur de l'organisme, pour la régulation et la diffusion des nutriments. Elle a aussi un rôle dans la survie, la prolifération et la différenciation des cellules des différents tissus épithéliaux. Les molécules constitutives de la lame basale sont sécrétées par les cellules épithéliales. L'épaisseur de ce réseau extracellulaire est typiquement de l'ordre de 50 nanomètres, avec certaines pouvant atteindre 200 nm. Il n'est visible qu'en microscopie électronique. Elle constitue, avec la lame réticulaire, la membrane basale.

## Ultrastructure
La visualisation de la lame basale en microscopie électronique permet de visualiser sa structure, qui se décompose en trois feuillets de compositions différentes :
- la lamina lucida ou rara (10  à   50 nm), constituée de glycosaminoglycanes (anciennement mucopolysaccharides), et qui est en contact avec les cellules épithéliales ;
- la lamina densa (20 à 300 nm, généralement environ 50 nm), correspondant à un feutrage de collagène IV, d'héparane sulfaté et de glycoprotéines ;
- la lamina fibro-reticularis (en) ou sublamina densa (fusionne avec le tissu de soutien), fibrille d'ancrage (collagène VII).

## Composants majeurs
- Intégrines (transmembranaires)
- Laminines (réseau dans la lamina lucida)
- Collagènes IV et VII
- Perlécan (protéoglycane spécifique de la lame basale)
- Héparane sulfate
- Fibronectine
- Nidogène/entactine

## Sources
- Cours d'histologie de l'université de médecine Paris Diderot (Dr Catherine Prost)
- Cours d'histologie de l'université de médecine Rennes 1 (Dr Marc-Antoine Belaud-Rotureau)
- Cours d'histologie de la faculté de médecine Université Joseph Fourier Grenoble 1